# کونیو ناگایاما
کونیو ناگایاما (انگلیسی: Kunio Nagayama؛ زادهٔ ۱۶ سپتامبر ۱۹۷۰) بازیکن فوتبال اهل ژاپن است.
از باشگاه‌هایی که در آن بازی کرده‌است می‌توان به باشگاه فوتبال یوکوهاما مارینوس اشاره کرد.